# 탐론
탐론 또는 주식회사탐론(株式会社タムロン, Tamron)은 카메라 렌즈, 광학 부품, 상용/산업용 광학 기구들을 제조하는 일본의 기업이다. 탐론의 본사는 일본 사이타마현 사이타마시에 위치해 있다.
이 기업의 사명은 탐론의 광학기술을 개발하던 타무라 우효우에(Uhyoue Tamura)의 성에서 비롯되었다.
소니가 탐론의 주식 중 12.07%를 보유하고 있으며, 뉴웰주식회사가 18.99%를 보유하며 2위를 달리고 있다.(2020년 6월 30일 기준)